# Eliteserien (Dänemark) 1995/96
Die Saison 1995/96 war die elfte Spielzeit der Eliteserien, der höchsten dänischen Eishockeyspielklasse. Meister wurde zum insgesamt vierten Mal in der Vereinsgeschichte der Esbjerg IK.

## Modus
In der Hauptrunde absolvierte jede der zehn Mannschaften insgesamt 36 Spiele, wobei die Anzahl der Punkte jeder Mannschaft nach den ersten 18 Spielen halbiert wurde. Die sechs bestplatzierten Mannschaften qualifizierten sich für die Finalrunde. Die Finalrunde wurde in zwei Gruppen mit je drei Mannschaften ausgetragen, wobei sich die beiden Gruppensieger für das Meisterschaftsfinale qualifizierten. Für einen Sieg erhielt jede Mannschaft zwei Punkte, bei einem Unentschieden gab es einen Punkt und bei einer Niederlage null Punkte.

## Hauptrunde

### Tabelle
|     | Klub                      | Sp | S  | U | N  | T   | GT  | Punkte |
| --- | ------------------------- | -- | -- | - | -- | --- | --- | ------ |
| 1.  | Esbjerg IK                | 36 | 26 | 5 | 5  | 205 | 103 | 44     |
| 2.  | Herning IK                | 36 | 26 | 3 | 7  | 200 | 115 | 43     |
| 3.  | Rungsted IK               | 36 | 17 | 7 | 12 | 171 | 145 | 32     |
| 4.  | Hvidovre Ishockey         | 36 | 19 | 4 | 13 | 178 | 165 | 31     |
| 5.  | Vojens IK                 | 36 | 17 | 3 | 16 | 178 | 170 | 28     |
| 6.  | Odense Bulldogs           | 36 | 12 | 9 | 15 | 146 | 165 | 25     |
| 7.  | Rødovre Mighty Bulls      | 36 | 11 | 7 | 18 | 118 | 145 | 22     |
| 8.  | Frederikshavn White Hawks | 36 | 10 | 7 | 19 | 133 | 173 | 20     |
| 9.  | Hellerup IK               | 36 | 9  | 5 | 22 | 119 | 184 | 16     |
| 10. | AaB Ishockey              | 36 | 5  | 4 | 27 | 111 | 197 | 11     |

Sp = Spiele, S = Siege, U = unentschieden, N = Niederlagen, OTS = Overtime-Siege, OTN = Overtime-Niederlage, SOS = Penalty-Siege, SON = Penalty-Niederlage

## Finalrunde

### Gruppe A
|    | Klub              | Sp | S | U | N | T  | GT | Punkte |
| -- | ----------------- | -- | - | - | - | -- | -- | ------ |
| 1. | Esbjerg IK        | 4  | 3 | 0 | 1 | 19 | 7  | 6      |
| 2. | Hvidovre Ishockey | 4  | 2 | 0 | 2 | 12 | 18 | 4      |
| 3. | Odense Bulldogs   | 4  | 1 | 0 | 3 | 10 | 16 | 2      |

Sp = Spiele, S = Siege, U = unentschieden, N = Niederlagen, OTS = Overtime-Siege, OTN = Overtime-Niederlage, SOS = Penalty-Siege, SON = Penalty-Niederlage

### Gruppe B
|    | Klub        | Sp | S | U | N | T  | GT | Punkte |
| -- | ----------- | -- | - | - | - | -- | -- | ------ |
| 1. | Rungsted IK | 4  | 3 | 0 | 1 | 21 | 13 | 6      |
| 2. | Herning IK  | 4  | 3 | 0 | 1 | 25 | 16 | 6      |
| 3. | Vojens IK   | 4  | 0 | 0 | 4 | 13 | 30 | 0      |

Sp = Spiele, S = Siege, U = unentschieden, N = Niederlagen, OTS = Overtime-Siege, OTN = Overtime-Niederlage, SOS = Penalty-Siege, SON = Penalty-Niederlage

## Playoffs

### Spiel um Platz drei
- Herning IK – Hvidovre Ishockey 2:0 (12:0, 9:2)

### Finale
- Esbjerg IK – Rungsted IK 3:1 (6:0, 4:6, 6:5, 5:2)